# Meriankanzel

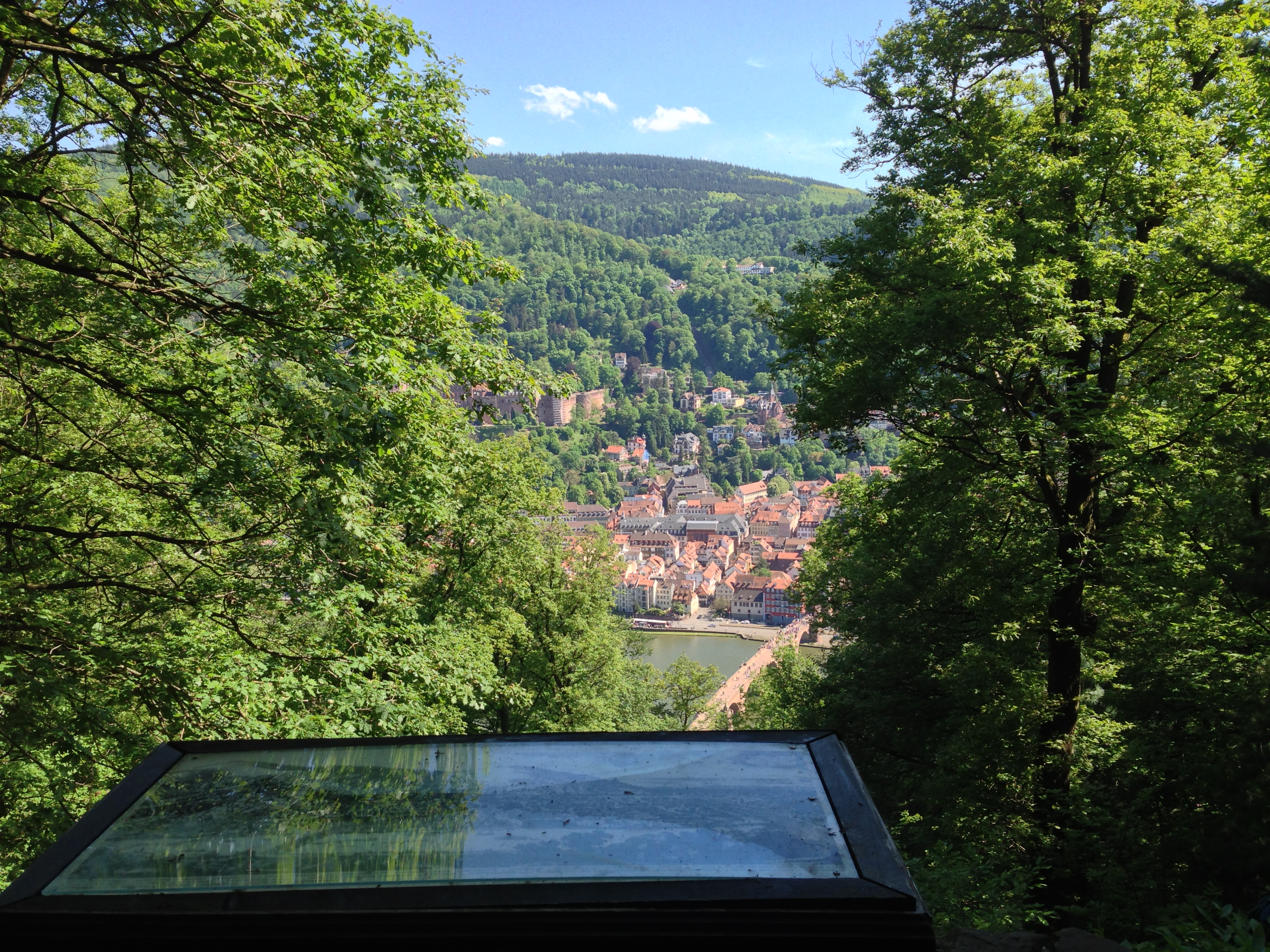
Blick von der Meriankanzel auf das Heidelberger Schloss (2013)

Die Meriankanzel ist eine Plattform aus Sandstein, von der aus Matthäus Merian 1620 die Große Stadtansicht Heidelbergs angefertigt haben könnte.

## Beschreibung
Die Plattform aus Sandstein befindet sich auf dem Gebiet des Heidelberger Stadtteils Neuenheim oberhalb des Philosophenwegs auf 279 m Höhe. Sie liegt am Hang des Michelbergs (376 m), eines Vorgipfels des Heiligenbergs. Eine Abbildung des Kupferstichs wird dort auf einer Infotafel präsentiert und ermöglicht so den Vergleich mit dem aktuellen Stadtbild.

## Geschichte

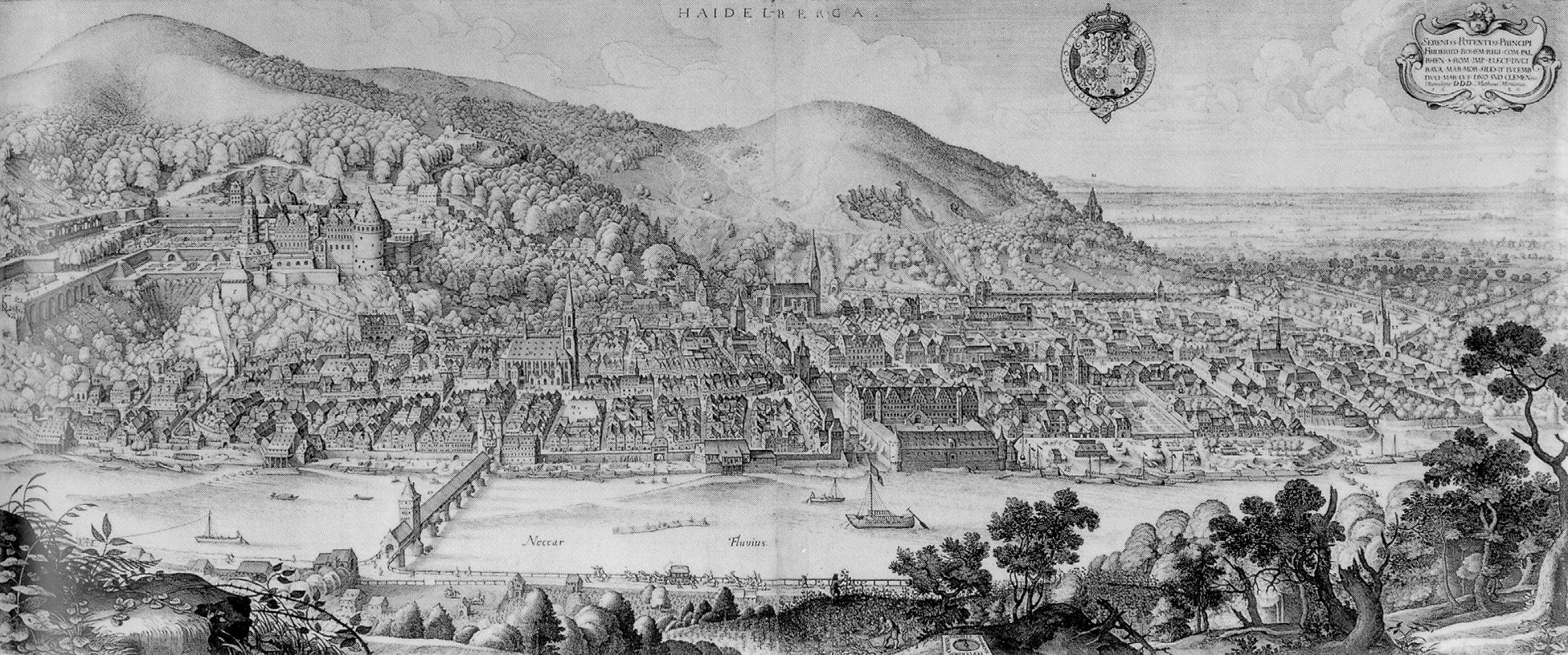
Große Stadtansicht Heidelbergs (Radierung, 1620)

Namensgebend für die Plattform wurde die berühmte Stadtansicht, die der Kupferstecher Matthäus Merian 1619/1620 als anfertigte, um einflussreiche Personen der Stadt dazu zu gewinnen, seine Niederlassung in der Stadt zu ermöglichen. Der Kupferstich zeigt die Stadt vor den Auswirkungen des bereits begonnenen Dreißigjährigen Krieges und vor allem der großen Zerstörungen durch französische Truppen im Pfälzischen Erbfolgekrieg. Lange Zeit wurde angenommen, dass diese Abbildung vom Philosophenweg aus entstanden sei, der seit Jahrhunderten beliebtester Aussichtspunkt auf Heidelberg ist. Der Vermessungstechniker Georg Kettenmann konnte jedoch durch seine geodätischen Untersuchungen 1967 zeigen, dass die Perspektive, mit der die Stadt dargestellt ist, auf einen Blickwinkel von einem höhergelegenen Punkt hindeutet. Tatsächlich konnte er dort mehrere steinerne Plattformen nachweisen. Diese wurden 1988/1989 restauriert und mit zwei Infotafeln versehen, im Jahr 2009 nochmals renoviert.

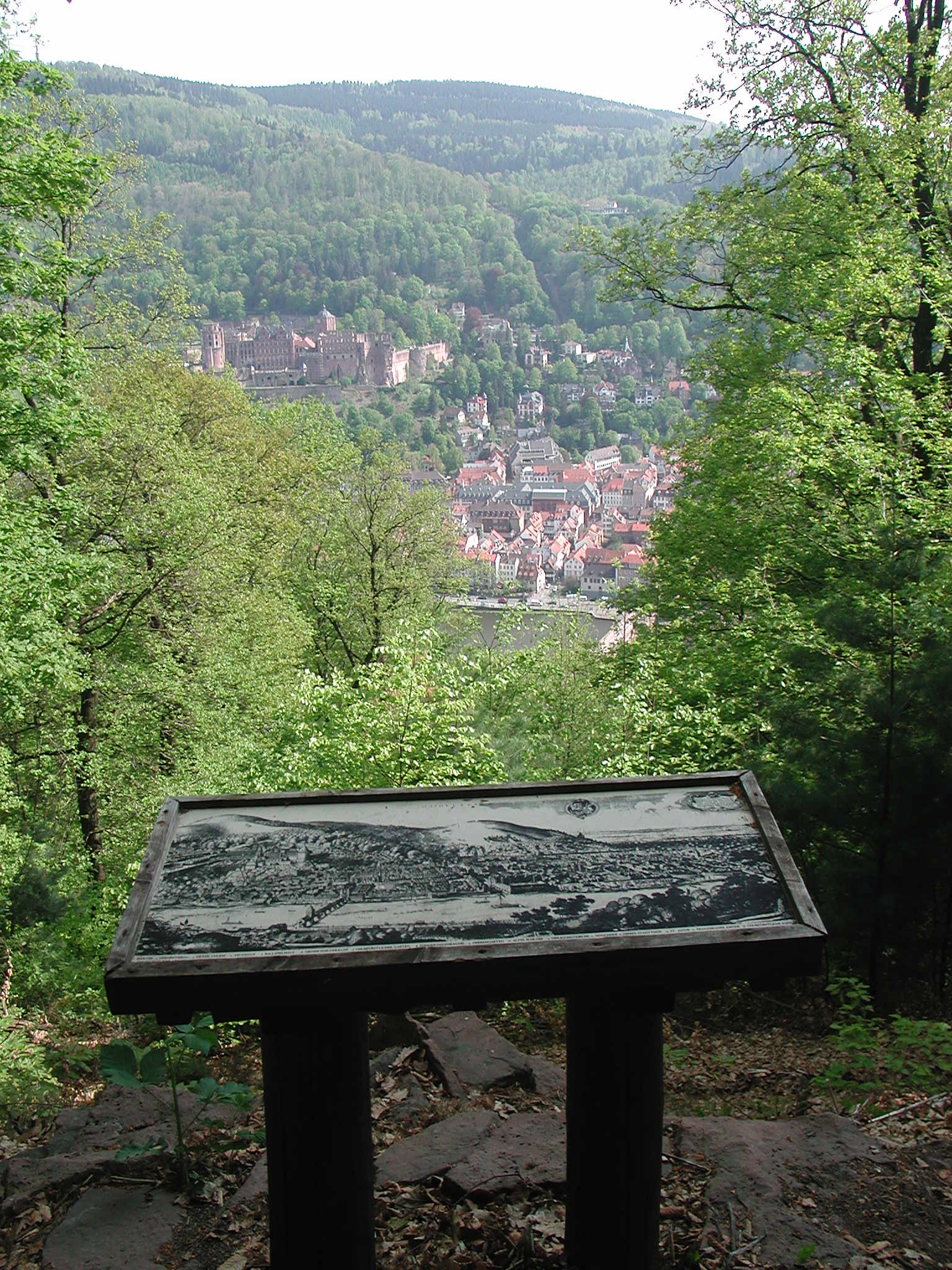
Blick von der Meriankanzel auf das Heidelberger Schloss (2004)

Allerdings ergibt sich auch von der Meriankanzel aus nicht genau der Blick auf die Stadt, der in Merians Stadtansicht festgehalten ist. Grund dafür ist, dass der Kupferstecher darin die Proportionen einzelner Bestandteile des Stadtbildes bewusst verzerrte. So ließ er die meisten Dächer niedriger, die Straßen dafür breiter erscheinen, wohl um einen besseren Blick auf die Häuserfassaden seiner potenziellen zukünftigen Förderer und Geldgeber zu ermöglichen und die baulichen Details des Stadtbildes besser sichtbar zu machen. Auch sind der Neckar und das angrenzende Flussufer in steilerer Aufsicht wiedergegeben als der bebaute Stadtbereich, wodurch dieser an Dominanz und Sichtbarkeit gewinnt und sich dem Betrachter ‚entgegenwölbt‘.